# Julian Huxley
Sir Julian Sorell Huxley (London, 1887. június 22. – London, 1975. február 14.) angol biológus, zoológus, szakíró.
Zoológusként ismeretlen területek felkutatásában, megismerésében segédkezett.
Mint evolucionista, felhívta a figyelmet az elődök felfedezéseinek társadalmi jelentőségére, az elméleti következtetések gyakorlati hasznosságára és a felfedezett jelenségek következményeire.
Harcos humanista volt.
Ő alapította a legnívósabb tudományos újságot, a NATURE-t.

## Családi háttér

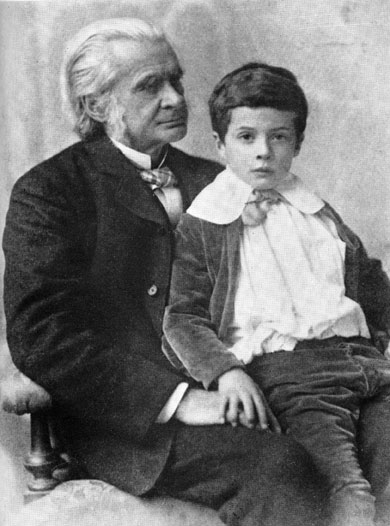
Nagyapja ölében

Julian Huxley jeles angol tudós család sarja. Apja Leonard Huxley író, szerkesztő. Apai nagyapja, Thomas H. Huxley biológus, a darwini fejlődéselméletet segítette győzelemre. Öccse, Aldous Huxley, ismert regényíró. Féltestvére, Andrew F. Huxley, Nobel-díjas biofizikus-fiziológus.

## Munkahelyei
Európa és Ausztrália nagy egyetemein tanárként tevékenykedett.

## UNESCO első főigazgatója
Az UNESCO első főigazgatójává Julian Huxley-t választották, aki nagyszabású tervekkel érkezett a szervezethez. Még az előkészítő ülések során Az UNESCO célja és szellemisége című füzetben osztotta meg a gondolatait (UNESCO, Its Purpose and Its Philosophy, 1946), amely vita tárgyává is vált, és végül a főigazgató saját személyes véleményének tekintették ahelyett, hogy valóban integrálták volna a szervezet alapdokumentumaiba.
Huxley szekuláris humanista, kozmopolita és internacionalista volt és hitt abban, hogy az emberiség egy új fejlődési szakaszba lépett, és elérhető közelségbe került a világpolgárság. Úgy gondolta, hogy az UNESCO közvetítő szerepet játszhat abban, hogy létrejöjjön egy egységes világkultúra. Annak ellenére, hogy hirdette a kulturális egységesedést, tudatában volt annak, hogy az emberek különböznek egymástól. A sokszínűség megőrzését a múzeumok feladatának tekintette. Huxley még amellett is állást foglalt, hogy a volt gyarmatokat egységesen gyámság alá kellene helyezni, és a fejlettebb társadalmak feladata azok felzárkóztatása.
A tudománynak is fontos szerepet szánt, így kiharcolta, hogy az UNESCO tudományokkal is foglalkozzon, lényegében ő helyezte az „S”-t az UNESCO betűszóba. A tudományoktól azt is remélte, hogy eugenika útján elősegítik az emberiség további fejlődését.

## Magyarul megjelent művei
- Az élet csodái. H. Wells, Julian Huxley, George Philip Wells nagy biológiája, 1-3.; ford. Lambrecht Kálmán; Pantheon, Bp., 1930
- Élet és halál. Egy biológus esszéi; ford. Koroknay István, ford. átnézte Leidenforst Gyula; Révai, Bp., 1935 (Világkönyvtár. Új folyam)
- E. N. da C. Andrade–Julian Huxleyː Mi történik körülöttünk; ford., átdolg. Fülöp Zsigmond; Singer-Wolfner, Bp., 1937
- Az európai "fajkérdés"; University Press, Oxford, 1939 (Oxfordi füzetek világkérdésekről)
- Az állatkertben; ford. Völgyesi Ferencné; Athenaeum, Bp., 1948 (Zsebkönyvtár)
- Ils n'out que de l'áme. Tanulmány a madarak elmevilágáról; Abody Béla; in: Hagyomány és egyéniség. Az angol esszé klasszikusai; vál. Európa Könyvkiadó munkaközössége, közrem. Ruttkay Kálmán, Ungvári Tamás, utószó Abody Béla, jegyz. Abádi Nagy Zoltán; Európa, Bp., 1967
- Az Unesco célja és filozófiája; Unesco Magyar Nemzeti Bizottsága, Bp., 2017

## Egyéb
- Az UNESCO egyik megszervezője és első főigazgatója (1946–1948).
- A Vadvédelmi Világalap (WWF) egyik alapítója.
- A Magyar Tudományos Akadémia tiszteleti tagja.